# 第30回スーパーボウル
第30回スーパーボウル（だい30かいスーパーボウル、Super Bowl XXX）は1996年1月28日にアリゾナ州テンピのサンデビル・スタジアムで行われた30回目のスーパーボウル。NFCチャンピオンであるダラス・カウボーイズとAFCチャンピオンであるピッツバーグ・スティーラーズの対戦。カウボーイズがスティーラーズを27-17で破って、2年ぶり5度目のスーパーボウル制覇を果たした。MVPは2インターセプトをあげたカウボーイズのコーナーバック、ラリー・ブラウンが受賞した。
カウボーイズは第27回スーパーボウル、第28回スーパーボウルで優勝しており、4年間で3回目のスーパーボウル制覇となった。またカウボーイズの勝利でNFCのチームが12連勝となった。

## 背景
当初テンピは第27回スーパーボウル開催地に決定していたが、アリゾナ州でキング牧師生誕記念日が祝日にならなかったことからアフリカ系アメリカ人プレーヤーの割合が増加してきたNFL選手会はアリゾナでの開催を拒否、1992年にアリゾナ州が祝日としたことにより、1993年3月23日のオーナー会議で、テンピでの開催が決まった。

### ダラス・カウボーイズ
カウボーイズは第27回スーパーボウル、第28回スーパーボウルを連覇したが、その直後に人事権を巡って、1989年に共に就任したジェリー・ジョーンズオーナーとジミー・ジョンソンが対立、ジョンソンヘッドコーチが辞任、カレッジフットボールで83.7%の勝率をあげている、オクラホマ大学のヘッドコーチ、バリー・スウィッツァーが後任に就任、3連覇を目指した前年はサンフランシスコ・フォーティナイナーズにNFCチャンピオンシップゲームで敗れた。
1995年チームはNFCトップの12勝4敗で4年連続NFC東地区優勝を果たした。トロイ・エイクマンはパス432回中280回成功、3,304ヤード、16TD、7INTでプロボウルに選ばれた。またプロボウルRBのエミット・スミスは1,773ヤードを走り4年連続リーグのリーディングラッシャーとなると共にNFLシーズン記録となる25TDランをあげた。エミットはレシーバーとしても62回のキャッチで375ヤードを獲得した。FBのダリル・ジョンストンはランで111ヤードの他に30回のキャッチで248ヤード、3TDをあげた。プロボウルWRのマイケル・アービンは111回のキャッチで1,603ヤード、10TD、プロボウルTEのジェイ・ノバチェクは62回のキャッチで705ヤード、5TDをあげた。オフェンスラインはプロボウラーのラリー・アレン、レイ・ドナルドソン、ネイト・ニュートン、マーク・トゥイネイらに率いられた。
ディフェンスには4回プロボウルに選ばれているディオン・サンダースが加入した。彼は怪我のため9試合にしか出場できなかったが24タックル、2インターセプトをあげた。セイフティのダレン・ウッドソンが89タックル、2インターセプト、1TDをあげ、CBのラリー・ブラウンがチームトップの6インターセプト、2TD、セイフティのブロック・マリオンも6インターセプト、1インターセプトをあげた。プロボウルディフェンスラインマンのチャールズ・ヘイリーがチームトップの10.5サックをあげた。
チームは開幕から8勝1敗の成績をあげたが、ロードでの試合やホームでスティーブ・ヤングの欠場したナイナーズに20-38と敗れ、続く4試合でも2敗した。ニューヨーク・ジャイアンツに21-20と辛勝した後、敵地でのクリスマスゲームでアリゾナ・カージナルスを37-13と破った。

### ピッツバーグ・スティーラーズ
スティーラーズは23年間チームの指揮を執り、4回のスーパーボウルを制覇したチャック・ノールに代わり、ビル・カウワーが1992年にヘッドコーチに就任した。カウワーが就任した最初の1992年、チームは11勝5敗でAFC第1シードを獲得したがプレーオフ初戦でバッファロー・ビルズに3-24で敗れた。1993年、1994年にもプレーオフ出場を果たしたが前年のAFCチャンピオンシップゲームでサンディエゴ・チャージャーズに13-17で敗れるなどスーパーボウル出場は果たせなかった。
1995年、エクスパンションチームのジャクソンビル・ジャガーズに敗れるなど3勝4敗でシーズン序盤出遅れたが、残り9試合で8勝し、AFC第2シードとなる11勝5敗でシーズンを終えた。
QBニール・オドネルは416回のパスで246回成功、2,970ヤード、17TD、7インターセプトの成績をあげた。プロボウルWRのヤンシー・シグペンは、チームトップの85回のキャッチで1,307ヤード、5TDをあげた。またアンドレ・ヘイスティングスが48回のキャッチで502ヤード、1TD、アーニー・ミルズが39回のキャッチで679ヤード、8TDをあげると共に、その2人はリターナーとしても活躍した。ランではエリック・ペグラムがチームトップの813ヤード、5TD、バム・モリスが559ヤード、9TDをあげた。スペシャルチームでは新加入のノーム・ジョンソンがNFLトップの34回のFGを決めると共に39回のエクストラポイント全てを成功させた。
ディフェンスはトータルヤードでリーグ2位の4,833ヤードに相手を抑えた。プロボウルLBのケビン・グリーンはチームトップの9サックをあげ、同じくプロボウルLBであるグレッグ・ロイドはチームトップの86タックルをあげた。セカンダリーはプロボウラーのカーネル・レイクとロッド・ウッドソンに率いられた。ウッドソンは開幕戦で右ひざの十字靱帯を断裂したものの、スーパーボウルでは19週ぶりに試合出場を果たした。これについてカウボーイズのWRマイケル・アービンは、自分は同じ怪我をしたが復帰までに1年半かかったと語った。

### プレーオフ
カウボーイズは、ディビジョナルプレーオフでフィラデルフィア・イーグルスをディオン・サンダースのエンドアラウンドプレーによる21ヤードのTD、エミット・スミスのTDラン、マイケル・アービンへの9ヤードのTDパス、クリス・ボニオルの3本のFG、ディフェンスは相手QBランドール・カニンガムにパス26回中11回しか成功させず、TDパス0に抑え1インターセプトを奪い、1FG及びカニンガムのランTD1本に抑え、30-11で勝利し4年連続でNFCチャンピオンシップゲームに進出、ナイナーズを破ったグリーンベイ・パッカーズと対戦した。その試合では第1Qにエイクマンからアービンへの2本のTDパスで14-3とリードしたが、ブレット・ファーヴからロバート・ブルックスへの73ヤード、キース・ジャクソンへの24ヤードのTDパスで14-17と逆転された。ボニオルのFGと自陣1ヤードからの99ヤードのTDドライブで24-17と前半をリードして終え、第3QにFG及びファーブからブルックスへのTDパスで再度逆転されたが第4Qにエミットのその日2本目となるTDラン、ラリー・ブラウンのインターセプトでボールを奪った後、エミットがさらにTDランをあげて38-27で勝利、2年ぶり8度目のスーパーボウル進出を決めた。8度目のスーパーボウル出場は史上最多であった。
エイクマンはこの試合で255ヤードを投げて2TD、0インターセプト、エミットは150ヤードを走り3TD、アービンは7回のキャッチで100ヤード、2TDとトリプレッツがそれぞれ活躍した。
スティーラーズは、プレーオフ初戦でバッファロー・ビルズと対戦、前半を23-7とリードして終え、後半ビルズに2TDを許したが、バム・モリスが第4Qに2TDを上げる活躍を見せて40-21で勝利した。モリスは106ヤードを走り2TD、ノーム・ジョンソンが4FGをあげた。ディフェンスはジム・ケリーをわずか135ヤード、1TDに抑え、3インターセプトをあげた。またマイアミ・ドルフィンズとのワイルドカードプレーオフで158ヤードを走ったサーマン・トーマスをわずか46ヤードに抑えた。
AFCチャンピオンシップゲームでコルツを20-16で破り、16年ぶり5度目のカンファレンス優勝と第14回スーパーボウル以来のスーパーボウル出場を決めた。この試合、前半を10-6とリードして折り返した。コーデル・スチュワートが5ヤードのTDドライブパスをキャッチしたが、リプレイではパスキャッチ前にスチュワートの足がエンドゾーンから出ており、本来ならば無資格捕球者としてパス不成功となるところであった。第3Qにお互いFGを決めた後、ジム・ハーボーからフロイド・ターナーへの47ヤードのTDパスが決まりコルツが13-16と逆転した。残り1分34秒にバム・モリスの1ヤードのTDランでスティーラーズが逆転した。残り5秒、コルツのスティーラーズ陣29ヤードからの最後のプレーで、キャプテン・カムバックと呼ばれたジム・ハーボーからヘイルメアリーパスが投げられた。アーロン・ベイリーがこのパスをキャッチしたと解説のフィル・シムズが主張するほど際どいプレーであったが判定の結果、パス不成功となり、スティーラーズがスーパーボウル出場を果たした。ビル・カウワーにとってはヘッドコーチに就任してから初のスーパーボウル出場であった。

## 試合経過
| \| 開始 \| 開始 \| 開始 \| ボール保持 \| ドライブ \| ドライブ \| TOP \| 結果 \| 得点内容 \| 得点内容 \| 得点内容 \| 得点 \| 得点 \| \| Q \| 時間 \| 地点 \| ボール保持 \| P \| yd \| TOP \| 結果 \| yd \| 得点者 \| PAT \| カウボーイズ \| スティーラーズ \| \| ------------------------------------------------------------------------------------------------------------------------------- \| ------------------------------------------------------------------------------------------------------------------------------- \| ------------------------------------------------------------------------------------------------------------------------------- \| ------------------------------------------------------------------------------------------------------------------------------- \| ------------------------------------------------------------------------------------------------------------------------------- \| ------------------------------------------------------------------------------------------------------------------------------- \| ------------------------------------------------------------------------------------------------------------------------------- \| ------------------------------------------------------------------------------------------------------------------------------- \| ------------------------------------------------------------------------------------------------------------------------------- \| ------------------------------------------------------------------------------------------------------------------------------- \| ------------------------------------------------------------------------------------------------------------------------------- \| ------------ \| -------------- \| \| 1 \| 15:00 \| 自陣29 \| カウボーイズ \| 7 \| 47 \| 2:55 \| フィールドゴール成功 \| 42 \| Boniol \| — \| 3 \| 0 \| \| 1 \| 12:05 \| 自陣25 \| スティーラーズ \| 3 \| 9 \| 2:07 \| パント \| — \| — \| — \| — \| — \| \| 1 \| 9:58 \| 自陣25 \| カウボーイズ \| 8 \| 75 \| 4:35 \| タッチダウン（パス） \| 3 \| エイクマン→Novacek \| キック成功 \| 10 \| 0 \| \| 1-2 \| 5:23 \| 自陣27 \| スティーラーズ \| 13 \| 34 \| 5:36 \| パント \| — \| — \| — \| — \| — \| \| 2 \| 14:47 \| 自陣20 \| カウボーイズ \| 14 \| 62 \| 8:44 \| フィールドゴール成功 \| 35 \| Boniol \| — \| 13 \| 0 \| \| 2 \| 6:03 \| 自陣32 \| スティーラーズ \| 3 \| -1 \| 1:07 \| パント \| — \| — \| — \| — \| — \| \| 2 \| 4:56 \| 自陣14 \| カウボーイズ \| 3 \| 0 \| 1:04 \| パント \| — \| — \| — \| — \| — \| \| 2 \| 3:52 \| 自陣46 \| スティーラーズ \| 13 \| 54 \| 3:39 \| タッチダウン（パス） \| 6 \| O'Donnell→Thigpen \| キック成功 \| 13 \| 7 \| \| 2 \| 0:13 \| 自陣38 \| カウボーイズ \| 1 \| -1 \| 0:13 \| 前半終了 \| — \| — \| — \| — \| — \| \| 前半終了 \| \| \| \| \| \| \| \| \| \| \| \| \| \| 3 \| 15:00 \| 自陣40 \| スティーラーズ \| 6 \| 27 \| 2:53 \| パント \| — \| — \| — \| — \| — \| \| 3 \| 12:07 \| 自陣20 \| カウボーイズ \| 5 \| 18 \| 2:53 \| パント \| — \| — \| — \| — \| — \| \| 3 \| 9:14 \| 自陣36 \| スティーラーズ \| 5 \| 12 \| 1:56 \| インターセプト \| — \| — \| — \| — \| — \| \| 3 \| 7:18 \| 敵陣18 \| カウボーイズ \| 2 \| 18 \| 0:36 \| タッチダウン（ラン） \| 1 \| E.スミス \| キック成功 \| 20 \| 7 \| \| 3 \| 6:42 \| 自陣15 \| スティーラーズ \| 10 \| 32 \| 5:16 \| 第4ダウン失敗 \| — \| — \| — \| — \| — \| \| 3 \| 1:26 \| 敵陣47 \| カウボーイズ \| 3 \| 6 \| 0:53 \| パント \| — \| — \| — \| — \| — \| \| 3-4 \| 0:33 \| 自陣20 \| スティーラーズ \| 11 \| 52 \| 4:13 \| フィールドゴール成功 \| 46 \| N. Johnson \| — \| 20 \| 10 \| \| 4 \| 11:20 \| — \| — \| — \| — \| 0:28 \| オンサイドキック成功 \| — \| — \| — \| — \| — \| \| 4 \| 10:52 \| 自陣48 \| スティーラーズ \| 9 \| 52 \| 4:16 \| タッチダウン（ラン） \| 1 \| Morris \| キック成功 \| 20 \| 17 \| \| 4 \| 6:36 \| 自陣12 \| カウボーイズ \| 4 \| 15 \| 2:21 \| パント \| — \| — \| — \| — \| — \| \| 4 \| 4:15 \| 自陣32 \| スティーラーズ \| 2 \| 0 \| 0:14 \| インターセプト \| — \| — \| — \| — \| — \| \| 4 \| 4:01 \| 敵陣6 \| カウボーイズ \| 2 \| 6 \| 0:18 \| タッチダウン（ラン） \| 4 \| E.スミス \| キック成功 \| 27 \| 17 \| \| 4 \| 3:43 \| 自陣24 \| スティーラーズ \| 9 \| 36 \| 2:01 \| 第4ダウン失敗 \| — \| — \| — \| — \| — \| \| 4 \| 1:42 \| 自陣40 \| カウボーイズ \| 3 \| -7 \| 1:39 \| パント \| — \| — \| — \| — \| — \| \| 4 \| 0:03 \| 自陣42 \| スティーラーズ \| 1 \| 0 \| 0:03 \| インターセプト \| — \| — \| — \| — \| — \| \| P=プレー数、TOP=タイム・オブ・ポゼッション、PAT=ポイント・アフター・タッチダウン。 アメリカンフットボールの用語集 (en) も参照。 \| P=プレー数、TOP=タイム・オブ・ポゼッション、PAT=ポイント・アフター・タッチダウン。 アメリカンフットボールの用語集 (en) も参照。 \| P=プレー数、TOP=タイム・オブ・ポゼッション、PAT=ポイント・アフター・タッチダウン。 アメリカンフットボールの用語集 (en) も参照。 \| P=プレー数、TOP=タイム・オブ・ポゼッション、PAT=ポイント・アフター・タッチダウン。 アメリカンフットボールの用語集 (en) も参照。 \| P=プレー数、TOP=タイム・オブ・ポゼッション、PAT=ポイント・アフター・タッチダウン。 アメリカンフットボールの用語集 (en) も参照。 \| P=プレー数、TOP=タイム・オブ・ポゼッション、PAT=ポイント・アフター・タッチダウン。 アメリカンフットボールの用語集 (en) も参照。 \| P=プレー数、TOP=タイム・オブ・ポゼッション、PAT=ポイント・アフター・タッチダウン。 アメリカンフットボールの用語集 (en) も参照。 \| P=プレー数、TOP=タイム・オブ・ポゼッション、PAT=ポイント・アフター・タッチダウン。 アメリカンフットボールの用語集 (en) も参照。 \| P=プレー数、TOP=タイム・オブ・ポゼッション、PAT=ポイント・アフター・タッチダウン。 アメリカンフットボールの用語集 (en) も参照。 \| P=プレー数、TOP=タイム・オブ・ポゼッション、PAT=ポイント・アフター・タッチダウン。 アメリカンフットボールの用語集 (en) も参照。 \| P=プレー数、TOP=タイム・オブ・ポゼッション、PAT=ポイント・アフター・タッチダウン。 アメリカンフットボールの用語集 (en) も参照。 \| 27 \| 17 \| | | | | | | | | | | |              |                |
| 開始 | 開始 | 開始 | ボール保持 | ドライブ | ドライブ | TOP | 結果 | 得点内容 | 得点内容 | 得点内容 | 得点         | 得点           |
| Q | 時間 | 地点 | ボール保持 | P | yd | TOP | 結果 | yd | 得点者 | PAT | カウボーイズ | スティーラーズ |
| 1 | 15:00 | 自陣29 | カウボーイズ | 7 | 47 | 2:55 | フィールドゴール成功 | 42 | Boniol | — | 3            | 0              |
| 1 | 12:05 | 自陣25 | スティーラーズ | 3 | 9 | 2:07 | パント | — | — | — | —            | —              |
| 1 | 9:58 | 自陣25 | カウボーイズ | 8 | 75 | 4:35 | タッチダウン（パス） | 3 | エイクマン→Novacek | キック成功 | 10           | 0              |
| 1-2 | 5:23 | 自陣27 | スティーラーズ | 13 | 34 | 5:36 | パント | — | — | — | —            | —              |
| 2 | 14:47 | 自陣20 | カウボーイズ | 14 | 62 | 8:44 | フィールドゴール成功 | 35 | Boniol | — | 13           | 0              |
| 2 | 6:03 | 自陣32 | スティーラーズ | 3 | -1 | 1:07 | パント | — | — | — | —            | —              |
| 2 | 4:56 | 自陣14 | カウボーイズ | 3 | 0 | 1:04 | パント | — | — | — | —            | —              |
| 2 | 3:52 | 自陣46 | スティーラーズ | 13 | 54 | 3:39 | タッチダウン（パス） | 6 | O'Donnell→Thigpen | キック成功 | 13           | 7              |
| 2 | 0:13 | 自陣38 | カウボーイズ | 1 | -1 | 0:13 | 前半終了 | — | — | — | —            | —              |
| 前半終了 | | | | | | | | | | |              |                |
| 3 | 15:00 | 自陣40 | スティーラーズ | 6 | 27 | 2:53 | パント | — | — | — | —            | —              |
| 3 | 12:07 | 自陣20 | カウボーイズ | 5 | 18 | 2:53 | パント | — | — | — | —            | —              |
| 3 | 9:14 | 自陣36 | スティーラーズ | 5 | 12 | 1:56 | インターセプト | — | — | — | —            | —              |
| 3 | 7:18 | 敵陣18 | カウボーイズ | 2 | 18 | 0:36 | タッチダウン（ラン） | 1 | E.スミス | キック成功 | 20           | 7              |
| 3 | 6:42 | 自陣15 | スティーラーズ | 10 | 32 | 5:16 | 第4ダウン失敗 | — | — | — | —            | —              |
| 3 | 1:26 | 敵陣47 | カウボーイズ | 3 | 6 | 0:53 | パント | — | — | — | —            | —              |
| 3-4 | 0:33 | 自陣20 | スティーラーズ | 11 | 52 | 4:13 | フィールドゴール成功 | 46 | N. Johnson | — | 20           | 10             |
| 4 | 11:20 | — | — | — | — | 0:28 | オンサイドキック成功 | — | — | — | —            | —              |
| 4 | 10:52 | 自陣48 | スティーラーズ | 9 | 52 | 4:16 | タッチダウン（ラン） | 1 | Morris | キック成功 | 20           | 17             |
| 4 | 6:36 | 自陣12 | カウボーイズ | 4 | 15 | 2:21 | パント | — | — | — | —            | —              |
| 4 | 4:15 | 自陣32 | スティーラーズ | 2 | 0 | 0:14 | インターセプト | — | — | — | —            | —              |
| 4 | 4:01 | 敵陣6 | カウボーイズ | 2 | 6 | 0:18 | タッチダウン（ラン） | 4 | E.スミス | キック成功 | 27           | 17             |
| 4 | 3:43 | 自陣24 | スティーラーズ | 9 | 36 | 2:01 | 第4ダウン失敗 | — | — | — | —            | —              |
| 4 | 1:42 | 自陣40 | カウボーイズ | 3 | -7 | 1:39 | パント | — | — | — | —            | —              |
| 4 | 0:03 | 自陣42 | スティーラーズ | 1 | 0 | 0:03 | インターセプト | — | — | — | —            | —              |
| P=プレー数、TOP=タイム・オブ・ポゼッション、PAT=ポイント・アフター・タッチダウン。 アメリカンフットボールの用語集 (en) も参照。 | P=プレー数、TOP=タイム・オブ・ポゼッション、PAT=ポイント・アフター・タッチダウン。 アメリカンフットボールの用語集 (en) も参照。 | P=プレー数、TOP=タイム・オブ・ポゼッション、PAT=ポイント・アフター・タッチダウン。 アメリカンフットボールの用語集 (en) も参照。 | P=プレー数、TOP=タイム・オブ・ポゼッション、PAT=ポイント・アフター・タッチダウン。 アメリカンフットボールの用語集 (en) も参照。 | P=プレー数、TOP=タイム・オブ・ポゼッション、PAT=ポイント・アフター・タッチダウン。 アメリカンフットボールの用語集 (en) も参照。 | P=プレー数、TOP=タイム・オブ・ポゼッション、PAT=ポイント・アフター・タッチダウン。 アメリカンフットボールの用語集 (en) も参照。 | P=プレー数、TOP=タイム・オブ・ポゼッション、PAT=ポイント・アフター・タッチダウン。 アメリカンフットボールの用語集 (en) も参照。 | P=プレー数、TOP=タイム・オブ・ポゼッション、PAT=ポイント・アフター・タッチダウン。 アメリカンフットボールの用語集 (en) も参照。 | P=プレー数、TOP=タイム・オブ・ポゼッション、PAT=ポイント・アフター・タッチダウン。 アメリカンフットボールの用語集 (en) も参照。 | P=プレー数、TOP=タイム・オブ・ポゼッション、PAT=ポイント・アフター・タッチダウン。 アメリカンフットボールの用語集 (en) も参照。 | P=プレー数、TOP=タイム・オブ・ポゼッション、PAT=ポイント・アフター・タッチダウン。 アメリカンフットボールの用語集 (en) も参照。 | 27           | 17             |

最初のキックオフで、ケビン・ウィリアムズが18ヤードをリターンし、カウボーイズは自陣29ヤード地点からの攻撃権を得た。第2ダウンにトロイ・エイクマンがマイケル・アービンへ20ヤードのパスを成功、さらにエミット・スミスの23ヤードのランで、敵陣28ヤード地点まで前進した。スミスのこのプレーはこの試合での両軍のランプレー中、最長のものとなった。第3ダウン残り8ヤード、敵陣28ヤードからカウボーイズはリバースプレーを行ったが、2ヤードしか獲得できず、クリス・ボニオルが42ヤードのFGを決めて3-0と先制した。
スティーラーズの最初の攻撃は3回の攻撃でファーストダウンを獲得できず、パントに終わった。このパントをディオン・サンダースが11ヤードリターンし、自陣25ヤード地点からの攻撃権を得た。スミスの2回のランの後、エイクマンからアービンへの11ヤード、ディオン・サンダースへの47ヤードのパスが続けて成功した。サンダースは、スーパーボウルでインターセプトとパスレシーブを記録した初めての選手となった（サンダースは、サンフランシスコ・フォーティナイナーズ時代の第29回スーパーボウルでインターセプトをあげていた。）。4プレー後にエイクマンは、TEジェイ・ノバチェクに3ヤードのTDパスを成功させた（ノバチェクは、背中の怪我で翌シーズンを棒に振り、この試合が現役最後の試合となった。）。ノバチェクは、第27回スーパーボウルでもカウボーイズの最初のTDをあげており、このプレーでカウボーイズのリードは、10-0となった。
スティーラーズは続く攻撃で敵陣36ヤードまで前進したが、ショットガンフォーメーションからのスナップで、ダーモンティ・ドーソンのスナップミスで、ニール・オドネルの頭を飛び越えたボールをオドネルがリカバーしたが、13ヤードのロスとなり、スティーラーズは、2プレー後にパントを蹴った。
パントの後、カウボーイズは、敵陣24ヤード地点からアービンへの24ヤードのTDパスが決まったかに見えたが、パスインターフェアランスの反則で、TDではなく、10ヤードのペナルティでボールは34ヤード地点まで戻された。続くプレーでエイクマンからノバチェクへの19ヤードのパスが成功、第2ダウン残り1ヤードで15ヤード地点からのプレーで、スティーラーズのディフェンスがスミスのランをノーゲインに抑え、第3ダウンではスミスのランを3ヤードロスさせた。ボニオルの35ヤードのFGが成功し、カウボーイズは最初の3回の攻撃を全て得点に結びつけ、13-0とリードした。
お互いパントを蹴った後、スティーラーズのWRアンドレ・ヘイスティングスがジョン・ジェットのパントを11ヤードリターンし、スティーラーズは、自陣46ヤードからの攻撃権を得た。第1ダウンでオドネルのパスは不成功、第2ダウンでチャールズ・ヘイリーのQBサックで10ヤードロス、第3ダウン残り20ヤードでヘイスティングスへ19ヤードのパスが成功、第4ダウンでコーデル・スチュワートの3ヤードのランで、ファーストダウンを獲得した。9プレー後にヤンシー・シグペンへの6ヤードのTDパスが決まり、前半残り13秒で試合は13-7となり、6点差でハーフタイムを迎えた。シグペンのレシーブは、ディオン・サンダースからパスインターフェアランスの反則を受けながらのキャッチであった。
第3Qは、お互いにパントを蹴った後、スティーラーズは、自陣48ヤードまで前進した。第3ダウンにラリー・ブラウンがオドネルのパスをカウボーイズ陣38ヤード地点でボールをインターセプト、44ヤードリターンし、スティーラーズ陣18ヤード地点までボールを戻した。エイクマンからアービンへ17ヤードのパスが成功、スミスが1ヤードを走り、20-7となった。
スティーラーズは次の攻撃で、第2ダウン残り2ヤード、自陣47ヤードからのプレーで、バム・モリスに左へのドロープレー、左へのラン、中央へのランでボールを持たせたがいずれもノーゲインに終わった。カウボーイズは第1ダウンにスミスのランで6ヤードを獲得したが、第2ダウンのパスが不成功、第3ダウンのパスもひざの負傷でレギュラーシーズンの大半を欠場したロッド・ウッドソンが阻止し、パントとなった。
続く攻撃でスティーラーズは自陣20ヤード地点から敵陣19ヤード地点までボールを進めた。しかし、第3ダウンでカウボーイズのDEトニー・トルバートにオドネルがサックされ、9ヤードをロス、ノーム・ジョンソンの46ヤードのFGが残り11分20秒に決まり、20-10となった。
続くキックオフで、スティーラーズはカウボーイズの意表をついたオンサイドキックを行い、ディオン・フィギュアーズが自陣47ヤード地点でボールをリカバー、オンサイドキックは成功した。オドネルはヘイスティングスへの2回のパスで23ヤードを獲得、続いてアーニー・ミルズへの7ヤードのパス、モリスの5ヤードのラン、6ヤードのパスで敵陣11ヤードまで前進した。3プレー後にモリスが1ヤードを走り、残り6分36秒で20-17と点差を詰めた。
続くカウボーイズの攻撃では、レボン・カークランドがエイクマンをサックし、8ヤードをロスさせ、パントに追い込み、スティーラーズは残り4分15秒で自陣32ヤード地点からの攻撃権を得た。しかし、第2ダウンにオドネルのパスをラリー・ブラウンが再度、インターセプト、スティーラーズ陣6ヤード地点まで33ヤードをリターンした。このプレーは最初のインターセプトと同様、カウボーイズの激しいブリッツにあったオドネルが投げたボールがスティーラーズのレシーバーがいない場所でのブラウンのインターセプトとなった。試合後、オドネルはこのプレーについて、ヘイスティングスが間違ったルートを走ったためと語った。一方、ミルズは何故オドネルがレシーバーのいない場所にパスを投げたのかわからないと答えている。ブラウンは2度のインターセプトは、両チームの選手が全くいない場面で、ブリッツにあったオドネルがアウトサイドにパスを投げるだろうと期待していたことを語っている。
インターセプトから2プレー後にスミスのランで残り3分43秒でカウボーイズは27-17とリードを広げた。スミスはこの試合で49ヤード、後半はわずか9ヤードの獲得にとどまったが、貴重な追加点をあげた。スティーラーズは敵陣40ヤードまでボールを前進させたが、オドネルのパスが4回連続で不成功に終わり、残り1分42秒でカウボーイズに攻撃権が移り、QBのニーダウンで時間を費やし、ディレイ・オブ・ザ・ゲームのペナルティを受けてからパントを蹴った。残り3秒で攻撃権を得たスティーラーズは、オドネルがヘイルメリーパスを投げたが、ブロック・マリオンがこのボールをインターセプトして試合は終わった。
スティーラーズは総獲得ヤードでは310対254（後半は201-61）ヤード、ファーストダウン獲得回数で25-15と上回り、カウボーイズの強力なラン攻撃をわずか56ヤードに抑えたが、オドネルのインターセプトからカウボーイズが2TDをあげたことが勝敗を分けた。オドネルはスーパーボウル前は、被インターセプト率が最も低いQBであった。
エイクマンはパス23回中15回成功、209ヤードを獲得、1TDをあげた。この勝利でエイクマンは、スーパーボウルでそれぞれ4勝しているテリー・ブラッドショー、ジョー・モンタナに続いて史上3人目のスーパーボウルで3勝したQBとなった。スミスは49ヤードのランで2TDをあげて、リイン・スワン、フランコ・ハリス、サーマン・トーマス、ジェリー・ライスに続いて3回のスーパーボウルでTDをあげた5人目の選手となった。また2回のスーパーボウルで2TDランを決めた最初の選手となった。アービンがチームトップの5回のレシーブで76ヤードを獲得、ノバチェクも5回のレシーブで50ヤード、1TDをあげた。DEのチャド・ヘニングズが2サックをあげた。
3インターセプトを喫したオドネルはパス49回中28回成功、239ヤード、1TDをあげた。モリスがこの試合トップとなる73ヤードを走り、1TDをあげるとともに3回のレシーブで18ヤードを獲得した。ヘイスティングスは両チームトップとなる10回のレシーブで98ヤードを獲得、2回のパントで18ヤードをリターンした。ミルズが8回のレシーブで78ヤードを獲得、4回のキックオフで79ヤードをリターン、トータルで157ヤードを獲得した。第4Qにひざを負傷した彼は1996年シーズンの大半を欠場した。
チャールズ・ヘイリーは史上初の5個目のスーパーボウルリングを手に入れた選手となった（サンフランシスコ・フォーティナイナーズ時代の第23回、第24回、カウボーイズ移籍後の第27回、第28回でリングを獲得していた。）。
この試合に勝利したカウボーイズのバリー・スウィッツァーはジミー・ジョンソンに続いて史上2人目のカレッジフットボールとNFLそれぞれでチャンピオンとなったヘッドコーチになっている。
それまで勝利チームのロッカールームで贈呈されていたヴィンス・ロンバルディ・トロフィーは、この大会で初めてグラウンドで贈呈されることとなり、以後この慣習が続いている。
この試合の勝敗に大きな影響を与えた2選手はそれぞれチームを移籍した。ラリー・ブラウンは、スーパーボウルの数週間後に、フリーエージェントでオークランド・レイダースに移籍、故障のため活躍することができず、2シーズン在籍した後、解雇された。オドネルはスティーラーズよりも好条件でニューヨーク・ジェッツからオファーを受けて移籍したが、怪我のため活躍できず、1997年シーズン終了後、解雇された。両選手ともに控え選手として現役を終えた。ブラウンは1998年にカウボーイズに復帰、オドネルはその後、シンシナティ・ベンガルズ、テネシー・タイタンズに在籍し、2003年に引退した。ブラウンは、プロボウルにもオールプロにも選ばれていない。
両チームは1996年を10勝6敗で終えて、プレーオフ初戦では圧勝したが、ディビジョナルプレーオフでいずれも敗退した。スティーラーズは、1997年はAFCチャンピオンシップゲームまで進出したが、1998年、1999年にチームの中核となる選手が多く退団した。第40回スーパーボウルで優勝した際、残っていたものは、ビル・カウワーヘッドコーチとディフェンシブバックのウィリー・ウィリアムズだけであった。スティーラーズは、第30回スーパーボウルの数ヶ月後に、禁止薬物を所持していたバム・モリスを解雇し、ジェローム・ベティスを獲得した。第43回スーパーボウルでも優勝し、NFL最多の6回のスーパーボウル優勝を果たしている。
1990年代に黄金時代を迎えたカウボーイズがスーパーボウルで優勝したのは、この大会が最後となっている。その後カウボーイズは2009年までにプレーオフでわずか1勝しかできておらず、マイケル・アービン、ダリル・ジョンストンは故障のため、1999年シーズン終了後に現役を引退、エイクマンも2000年シーズン終了後に現役を引退した。エミット・スミスは、2002年にNFL通算リーディングラッシャーとなったが、そのシーズン終了後解雇された。
カウボーイズは、トム・ランドリーのもとで第6回、第12回で優勝、ジミー・ジョンソンのもとで第27回、第28回で優勝しており、バリー・スウィッツァーのもとで優勝したことで、NFL史上初めて3人の異なるヘッドコーチのもとで優勝したチームとなった（ピッツバーグ・スティーラーズがチャック・ノール、ビル・カウワー、マイク・トムリン、グリーンベイ・パッカーズがヴィンス・ロンバルディ、マイク・ホルムグレン、マイク・マッカーシーのもとで優勝している。）。

## 放送とエンターテインメント
NBCが全米中継を行い、実況をディック・エンバーグ、解説をフィル・シムズ、ポール・マグワイアが行った。またグレッグ・ガンベルがイベントのホストを務め、NBCのアナリスト、アマド・ラシャド、マイク・ディトカ、ジョー・ギブス、ジョー・モンタナがサポートを務めた。これまで勝者のロッカールームで行われていたヴィンス・ロンバルディ・トロフィーは初めてフィールド上で渡されるようになった。
カウボーイズが1990年代に勝利した3回のスーパーボウルは、いずれもNBCによって放送された。
全米でのラジオ放送は、CBSラジオが担当し、実況をジャック・バック、解説をハンク・ストラムが担当した。
オーストラリアのネットワーク・テン、カナダのCTVテレビジョンネットワーク、ドイツのTele 5、日本のNHK-BS（実況：近藤冨士雄、解説：池野邦彦、ゲスト：大橋巨泉）、メキシコのCanal 5、フィリピンのGMAネットワーク、イギリスのチャンネル4など、世界150カ国以上で放送された。
スーパーボウル開催前、いくつかのプロキシサーバーが閉鎖された。その理由は、第30回を表すXXXが、ポルノグラフィーに関連づけられていたためである。
試合開始前のアメリカ国歌斉唱は、ヴァネッサ・ウィリアムスが担当した。コイントスは、第16回スーパーボウル、第19回スーパーボウル、第24回スーパーボウルと過去3回スーパーボウルMVPに選ばれているジョー・モンタナが担当した。
ハーフタイムショーにはダイアナ・ロスが登場し、"Take Me Higher: A Celebration of 30 years of the Super Bowl"、"Take Me Higher" を歌った。

## スターティングラインアップ
| ダラス・カウボーイズ                    | ポジション | ピッツバーグ・スティーラーズ              |
| --------------------------------------- | ---------- | ----------------------------------------- |
| オフェンス                              |            |                                           |
| ケビン・ウィリアムズ Kevin Williams     | WR         | アーニー・ミルズ Ernie Mills              |
| マーク・トゥイネイ Mark Tuinei          | LT         | ジョン・ジャクソン John Jackson           |
| ネイト・ニュートン Nate Newton          | LG         | トム・ニューベリー Tom Newberry           |
| デレック・ケナード Derek Kennard        | C          | ダーモンティ・ドーソン Dermontti Dawson   |
| ラリー・アレン Larry Allen              | RG         | ブレンデン・ステイ Brenden Stai           |
| エリック・ウィリアムズ Erik Williams    | RT         | レオン・サーシー Leon Searcy              |
| ジェイ・ノバチェク Jay Novacek          | TE         | マーク・ブリューナー Mark Bruener         |
| マイケル・アービン Michael Irvin        | WR         | ヤンシー・シグペン Yancey Thigpen         |
| トロイ・エイクマン Troy Aikman          | QB         | ニール・オドネル Neil O'Donnell           |
| エミット・スミス Emmitt Smith           | RB         | エリック・ペグラム Erric Pegram           |
| ダリル・ジョンストン Daryl Johnston     | FB         | ジョン・L・ウィリアムズ John L. Williams  |
| ディフェンス                            |            |                                           |
| トニー・トルバート Tony Tolbert         | LE         | ブレンツォン・バックナー Brentson Buckner |
| レオン・レット Leon Lett                | LDT-NT     | ジョエル・スティード Joel Steed           |
| ラッセル・メリーランド Russell Maryland | RDT-RE     | レイ・シールズ Ray Seals                  |
| チャールズ・ヘイリー Charles Haley      | RE-LOLB    | ケビン・グリーン Kevin Greene             |
| ディクソン・エドワーズ Dixon Edwards    | LOLB-LILB  | チャド・ブラウン Chad Brown               |
| ロバート・ジョーンズ Robert Jones       | MLB-RILB   | レボン・カークランド Levon Kirkland       |
| ダリン・スミス Darrin Smith             | ROLB       | グレッグ・ロイド Greg Lloyd               |
| ラリー・ブラウン Larry Brown            | LCB        | カーネル・レイク Carnell Lake             |
| ディオン・サンダース Deion Sanders      | RCB        | ウィリー・ウィリアムズ Willie Williams    |
| ダレン・ウッドソン Darren Woodson       | SS         | マイロン・ベル Myron Bell                 |
| ブロック・マリオン Brock Marion         | FS         | ダレン・ペリー Darren Perry               |
| スペシャルチーム                        |            |                                           |
| クリス・ボニオル Chris Boniol           | K          | ノーム・ジョンソン Norm Johnson           |
| ジョン・ジェット John Jett              | P          | ローン・スターク Rohn Stark               |
| ヘッドコーチ                            |            |                                           |
| バリー・スウィッツァー Barry Switzer    |            | ビル・カウワー Bill Cowher                |

## トーナメント表
|  | |                                                 |                                                 |                        |                        |                         |                                           |                         |                              |                              |                              |                                      |                                      |                                      |  |  |  |  |
|  | 1995年12月31日 ランボー・フィールド | 1995年12月31日 ランボー・フィールド             | 1995年12月31日 ランボー・フィールド             |                        |                        | 1996年1月6日 3Comパーク | 1996年1月6日 3Comパーク                   | 1996年1月6日 3Comパーク |                              |                              |                              |                                      |                                      |                                      |  |  |  |  |
|  | 1995年12月31日 ランボー・フィールド | 1995年12月31日 ランボー・フィールド             | 1995年12月31日 ランボー・フィールド             |                        |                        | 1996年1月6日 3Comパーク | 1996年1月6日 3Comパーク                   | 1996年1月6日 3Comパーク |                              |                              |                              |                                      |                                      |                                      |  |  |  |  |
|  | 1995年12月31日 ランボー・フィールド | 1995年12月31日 ランボー・フィールド             | 1995年12月31日 ランボー・フィールド             |                        |                        | 1996年1月6日 3Comパーク | 1996年1月6日 3Comパーク                   | 1996年1月6日 3Comパーク |                              |                              |                              |                                      |                                      |                                      |  |  |  |  |
|  | 1995年12月31日 ランボー・フィールド | 1995年12月31日 ランボー・フィールド             | 1995年12月31日 ランボー・フィールド             |                        |                        | 1996年1月6日 3Comパーク | 1996年1月6日 3Comパーク                   | 1996年1月6日 3Comパーク |                              |                              |                              |                                      |                                      |                                      |  |  |  |  |
|  | 6 | ファルコンズ                                    | 20                                              |                        |                        | 1996年1月6日 3Comパーク | 1996年1月6日 3Comパーク                   | 1996年1月6日 3Comパーク |                              |                              |                              |                                      |                                      |                                      |  |  |  |  |
|  | 6 | ファルコンズ                                    | 20                                              | 3                      | パッカーズ             | 27                      |                                           |                         |                              |                              |                              |                                      |                                      |                                      |  |  |  |  |
|  | 3 | パッカーズ                                      | 37                                              | 3                      | パッカーズ             | 27                      |                                           |                         | 1月14日 テキサス・スタジアム | 1月14日 テキサス・スタジアム | 1月14日 テキサス・スタジアム |                                      |                                      |                                      |  |  |  |  |
|  | 3 | パッカーズ                                      | 37                                              | 2                      | 49ers                  | 17                      |                                           |                         | 1月14日 テキサス・スタジアム | 1月14日 テキサス・スタジアム | 1月14日 テキサス・スタジアム |                                      |                                      |                                      |  |  |  |  |
|  | |                                                 |                                                 | 2                      | 49ers                  | 17                      |                                           |                         | 1月14日 テキサス・スタジアム | 1月14日 テキサス・スタジアム | 1月14日 テキサス・スタジアム |                                      |                                      |                                      |  |  |  |  |
|  | NFC |                                                 |                                                 |                        |                        |                         |                                           |                         | 1月14日 テキサス・スタジアム | 1月14日 テキサス・スタジアム | 1月14日 テキサス・スタジアム |                                      |                                      |                                      |  |  |  |  |
|  | 1995年12月30日 ベテランズ・スタジアム | 1995年12月30日 ベテランズ・スタジアム           | 1995年12月30日 ベテランズ・スタジアム           | 3                      | パッカーズ             | 27                      |                                           |                         |                              |                              |                              |                                      |                                      |                                      |  |  |  |  |
|  | 1995年12月30日 ベテランズ・スタジアム | 1995年12月30日 ベテランズ・スタジアム           | 1995年12月30日 ベテランズ・スタジアム           | 3                      | パッカーズ             | 27                      | 1996年1月7日 テキサス・スタジアム         |                         |                              |                              |                              |                                      |                                      |                                      |  |  |  |  |
|  | 1995年12月30日 ベテランズ・スタジアム | 1995年12月30日 ベテランズ・スタジアム           | 1995年12月30日 ベテランズ・スタジアム           |                        | 1                      | カウボーイズ            | 38                                        |                         |                              |                              |                              |                                      |                                      |                                      |  |  |  |  |
|  | 1995年12月30日 ベテランズ・スタジアム | 1995年12月30日 ベテランズ・スタジアム           | 1995年12月30日 ベテランズ・スタジアム           |                        | 1                      | カウボーイズ            | 38                                        |                         |                              |                              |                              |                                      |                                      |                                      |  |  |  |  |
|  | 5 | ライオンズ                                      | 37                                              | NFC チャンピオンシップ | NFC チャンピオンシップ | NFC チャンピオンシップ  |                                           |                         |                              |                              |                              |                                      |                                      |                                      |  |  |  |  |
|  | 5 | ライオンズ                                      | 37                                              | NFC チャンピオンシップ | NFC チャンピオンシップ | NFC チャンピオンシップ  | 4                                         | イーグルス              | 11                           |                              |                              |                                      |                                      |                                      |  |  |  |  |
|  | 4 | イーグルス                                      | 58                                              | NFC チャンピオンシップ | NFC チャンピオンシップ | NFC チャンピオンシップ  | 4                                         | イーグルス              | 11                           |                              |                              | 1月28日 サン・デビル・スタジアム     | 1月28日 サン・デビル・スタジアム     | 1月28日 サン・デビル・スタジアム     |  |  |  |  |
|  | 4 | イーグルス                                      | 58                                              | NFC チャンピオンシップ | NFC チャンピオンシップ | NFC チャンピオンシップ  | 1                                         | カウボーイズ            | 30                           |                              |                              | 1月28日 サン・デビル・スタジアム     | 1月28日 サン・デビル・スタジアム     | 1月28日 サン・デビル・スタジアム     |  |  |  |  |
|  | ワイルドカード・プレーオフ |                                                 |                                                 |                        |                        |                         | 1                                         | カウボーイズ            | 30                           |                              |                              | 1月28日 サン・デビル・スタジアム     | 1月28日 サン・デビル・スタジアム     | 1月28日 サン・デビル・スタジアム     |  |  |  |  |
|  | ディビジョナル・プレーオフ |                                                 |                                                 |                        |                        |                         |                                           |                         |                              |                              |                              | 1月28日 サン・デビル・スタジアム     | 1月28日 サン・デビル・スタジアム     | 1月28日 サン・デビル・スタジアム     |  |  |  |  |
|  | 1995年12月31日 ジャック・マーフィー・スタジアム | 1995年12月31日 ジャック・マーフィー・スタジアム | 1995年12月31日 ジャック・マーフィー・スタジアム | N1                     | カウボーイズ           | 27                      |                                           |                         |                              |                              |                              |                                      |                                      |                                      |  |  |  |  |
|  | 1995年12月31日 ジャック・マーフィー・スタジアム | 1995年12月31日 ジャック・マーフィー・スタジアム | 1995年12月31日 ジャック・マーフィー・スタジアム | N1                     | カウボーイズ           | 27                      | 1996年1月7日 アローヘッド・スタジアム     |                         |                              |                              |                              |                                      |                                      |                                      |  |  |  |  |
|  | 1995年12月31日 ジャック・マーフィー・スタジアム | 1995年12月31日 ジャック・マーフィー・スタジアム | 1995年12月31日 ジャック・マーフィー・スタジアム |                        | A2                     | スティーラーズ          | 17                                        |                         |                              |                              |                              |                                      |                                      |                                      |  |  |  |  |
|  | 1995年12月31日 ジャック・マーフィー・スタジアム | 1995年12月31日 ジャック・マーフィー・スタジアム | 1995年12月31日 ジャック・マーフィー・スタジアム |                        | A2                     | スティーラーズ          | 17                                        |                         |                              |                              |                              |                                      |                                      |                                      |  |  |  |  |
|  | 5 | コルツ                                          | 35                                              | 第30回スーパーボウル   | 第30回スーパーボウル   | 第30回スーパーボウル    |                                           |                         |                              |                              |                              |                                      |                                      |                                      |  |  |  |  |
|  | 5 | コルツ                                          | 35                                              | 第30回スーパーボウル   | 第30回スーパーボウル   | 第30回スーパーボウル    | 5                                         | コルツ                  | 10                           |                              |                              |                                      |                                      |                                      |  |  |  |  |
|  | 4 | チャージャーズ                                  | 20                                              | 第30回スーパーボウル   | 第30回スーパーボウル   | 第30回スーパーボウル    | 5                                         | コルツ                  | 10                           |                              |                              | 1月14日 スリー・リバース・スタジアム | 1月14日 スリー・リバース・スタジアム | 1月14日 スリー・リバース・スタジアム |  |  |  |  |
|  | 4 | チャージャーズ                                  | 20                                              | 第30回スーパーボウル   | 第30回スーパーボウル   | 第30回スーパーボウル    | 1                                         | チーフス                | 7                            |                              |                              | 1月14日 スリー・リバース・スタジアム | 1月14日 スリー・リバース・スタジアム | 1月14日 スリー・リバース・スタジアム |  |  |  |  |
|  | |                                                 |                                                 |                        |                        |                         | 1                                         | チーフス                | 7                            |                              |                              | 1月14日 スリー・リバース・スタジアム | 1月14日 スリー・リバース・スタジアム | 1月14日 スリー・リバース・スタジアム |  |  |  |  |
|  | AFC |                                                 |                                                 |                        |                        |                         |                                           |                         |                              |                              |                              | 1月14日 スリー・リバース・スタジアム | 1月14日 スリー・リバース・スタジアム | 1月14日 スリー・リバース・スタジアム |  |  |  |  |
|  | 1995年12月30日 リッチ・スタジアム | 1995年12月30日 リッチ・スタジアム               | 1995年12月30日 リッチ・スタジアム               | 5                      | コルツ                 | 16                      |                                           |                         |                              |                              |                              |                                      |                                      |                                      |  |  |  |  |
|  | 1995年12月30日 リッチ・スタジアム | 1995年12月30日 リッチ・スタジアム               | 1995年12月30日 リッチ・スタジアム               | 5                      | コルツ                 | 16                      | 1996年1月6日 スリー・リバース・スタジアム |                         |                              |                              |                              |                                      |                                      |                                      |  |  |  |  |
|  | 1995年12月30日 リッチ・スタジアム | 1995年12月30日 リッチ・スタジアム               | 1995年12月30日 リッチ・スタジアム               |                        | 2                      | スティーラーズ          | 20                                        |                         |                              |                              |                              |                                      |                                      |                                      |  |  |  |  |
|  | 1995年12月30日 リッチ・スタジアム | 1995年12月30日 リッチ・スタジアム               | 1995年12月30日 リッチ・スタジアム               |                        | 2                      | スティーラーズ          | 20                                        |                         |                              |                              |                              |                                      |                                      |                                      |  |  |  |  |
|  | 6 | ドルフィンズ                                    | 22                                              | AFC チャンピオンシップ | AFC チャンピオンシップ | AFC チャンピオンシップ  |                                           |                         |                              |                              |                              |                                      |                                      |                                      |  |  |  |  |
|  | 6 | ドルフィンズ                                    | 22                                              | AFC チャンピオンシップ | AFC チャンピオンシップ | AFC チャンピオンシップ  | 3                                         | ビルズ                  | 21                           |                              |                              |                                      |                                      |                                      |  |  |  |  |
|  | 3 | ビルズ                                          | 37                                              | AFC チャンピオンシップ | AFC チャンピオンシップ | AFC チャンピオンシップ  | 3                                         | ビルズ                  | 21                           |                              |                              |                                      |                                      |                                      |  |  |  |  |
|  | 3 | ビルズ                                          | 37                                              | AFC チャンピオンシップ | AFC チャンピオンシップ | AFC チャンピオンシップ  | 2                                         | スティーラーズ          | 40                           |                              |                              |                                      |                                      |                                      |  |  |  |  |
|  | |                                                 |                                                 |                        |                        |                         | 2                                         | スティーラーズ          | 40                           |                              |                              |                                      |                                      |                                      |  |  |  |  |
|  | - 対戦カード及びスタジアムはシード順で決定される。 そのラウンドに登場する最上位チームが最下位チームとホームで対戦、残った2チームが上位チームのホームで対戦する。 - スーパーボウル開催地は事前にオーナー会議で決定。 - チーム名の左の数字は、1995年レギュラーシーズンの結果に基づいて決定されたシード順。 - * は延長戦決着 - 日付はアメリカ東部時間 |                                                 |                                                 |                        |                        |                         |                                           |                         |                              |                              |                              |                                      |                                      |                                      |  |  |  |  |